# Byssomerulius psittacinus
Byssomerulius psittacinus är en svampart som beskrevs av P.K. Buchanan, Ryvarden & Izawa 2000. Byssomerulius psittacinus ingår i släktet Byssomerulius och familjen Phanerochaetaceae.   Inga underarter finns listade i Catalogue of Life.